# Лоннерштадт
Лоннерштадт (нім. Lonnerstadt) — громада в Німеччині, розташована в землі Баварія. Підпорядковується адміністративному округу Середня Франконія. Входить до складу району Ерланген-Гехштадт. Складова частина об'єднання громад Гехштадт-ан-дер-Айш.
Площа — 22,72 км2. Населення становить 2094 ос. (станом на 31 грудня 2020).